# Јоуф (Удине)
Јоуф је насеље у Италији у округу Удине, региону Фурланија-Јулијска крајина.
Према процени из 2011. у насељу је живело 16 становника. Насеље се налази на надморској висини од 574 м.